# Svínáir
.
Svínáir er en bygd på Færøerne, der ligger sydligst af de tre bygder i Eiðis kommuna. Afstanden til Eiði er 8,5 km, til Ljósá 4,6km og til Norðskáli 2 kilometer. Bygden er delt op i en nyere del fra sidst i 80'erne mod nord, kaldet "á Svínánesið", og den gamle del fra 1800 tallet mod syd. Imellem de to bydele ligger tre huse, som kaldes "Í bøðnum".   
Fjeldene over Svínáir er "Svartbakstindur" 803 m, som er det tredje højeste på Eysturoy og Færøernes tiende højeste og "Skerðingur" 687 m er det attende højeste på Eysturoy og det fireoghalvtredsindstyvende højeste på Færøerne.
Niðursetubygden Svínáir blev grundlagt i 1827 af folk fra Kvívík og Eiði.

## Kendte personer
- Jógvan Poulsen (1854–1941) – lærer, forfatter og politiker.

62°13′46″N 7°01′25″V / 62.2294°N 7.0236°V